# Studies in Second Language Acquisition
A Studies in Second Language Acquisition egy, a Cambridge University Press által negyedévente közzétett, recenzált folyóirat. A folyóirat szerkesztői 2019-ben: Albert Valdman (Indiana University) és Susan Gass (Michigan State University). 
A Journal Citation Reports szerint a folyóirat 2016. évi hatástényezője 2,044 volt.

## Fordítás
Ez a szócikk részben vagy egészben  a   Studies in Second Language Acquisition című angol Wikipédia-szócikk ezen változatának fordításán alapul.  Az eredeti cikk szerkesztőit annak laptörténete sorolja fel. Ez a jelzés csupán a megfogalmazás eredetét és a szerzői jogokat jelzi, nem szolgál a cikkben szereplő információk forrásmegjelöléseként.

## Kapcsolódó szócikk
- Második nyelv elsajátítása